# XRCC3
XRCC3 (англ. X-ray repair cross complementing 3) – білок, який кодується однойменним геном, розташованим у людей на короткому плечі 14-ї хромосоми. Довжина поліпептидного ланцюга білка становить 346 амінокислот, а молекулярна маса — 37 850.
| 10         |  | 20         |  | 30         |  | 40         |  | 50         |
| ---------- |  | ---------- |  | ---------- |  | ---------- |  | ---------- |
| MDLDLLDLNP |  | RIIAAIKKAK |  | LKSVKEVLHF |  | SGPDLKRLTN |  | LSSPEVWHLL |
| RTASLHLRGS |  | SILTALQLHQ |  | QKERFPTQHQ |  | RLSLGCPVLD |  | ALLRGGLPLD |
| GITELAGRSS |  | AGKTQLALQL |  | CLAVQFPRQH |  | GGLEAGAVYI |  | CTEDAFPHKR |
| LQQLMAQQPR |  | LRTDVPGELL |  | QKLRFGSQIF |  | IEHVADVDTL |  | LECVNKKVPV |
| LLSRGMARLV |  | VIDSVAAPFR |  | CEFDSQASAP |  | RARHLQSLGA |  | TLRELSSAFQ |
| SPVLCINQVT |  | EAMEEQGAAH |  | GPLGFWDERV |  | SPALGITWAN |  | QLLVRLLADR |
| LREEEAALGC |  | PARTLRVLSA |  | PHLPPSSCSY |  | TISAEGVRGT |  | PGTQSH     |

A: Аланін

C: Цистеїн

D: Аспарагінова кислота

E: Глутамінова кислота

F: Фенілаланін

G: Гліцин

H: Гістидин

I: Ізолейцин

K: Лізин

L: Лейцин

M: Метіонін

N: Аспарагін

P: Пролін

Q: Глутамін

R: Аргінін

S: Серин

T: Треонін

V: Валін

W: Триптофан

Задіяний у таких біологічних процесах, як пошкодження ДНК, репарація ДНК, рекомбінація ДНК, ацетилювання. 
Білок має сайт для зв'язування з АТФ, нуклеотидами, ДНК. 
Локалізований у цитоплазмі, ядрі, мітохондрії.